# Chilopsis linearis
Chilopsis linearis ist die einzige Art der Pflanzengattung Chilopsis innerhalb der Familie der Trompetenbaumgewächse (Bignoniaceae). Das Verbreitungsgebiet liegt in Wüstengebieten Nordamerikas von den USA bis Mexiko.

## Beschreibung

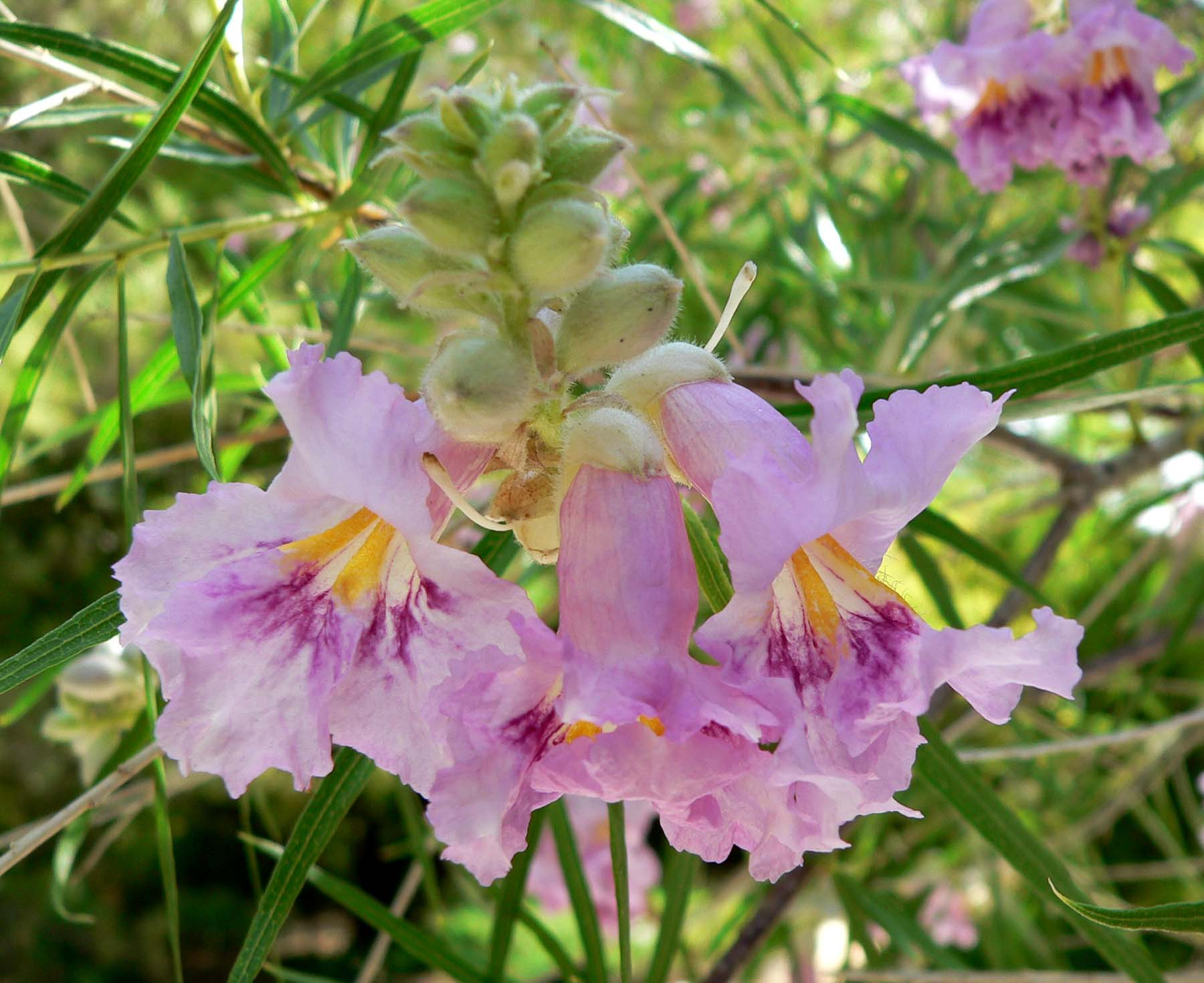
Blütenstand

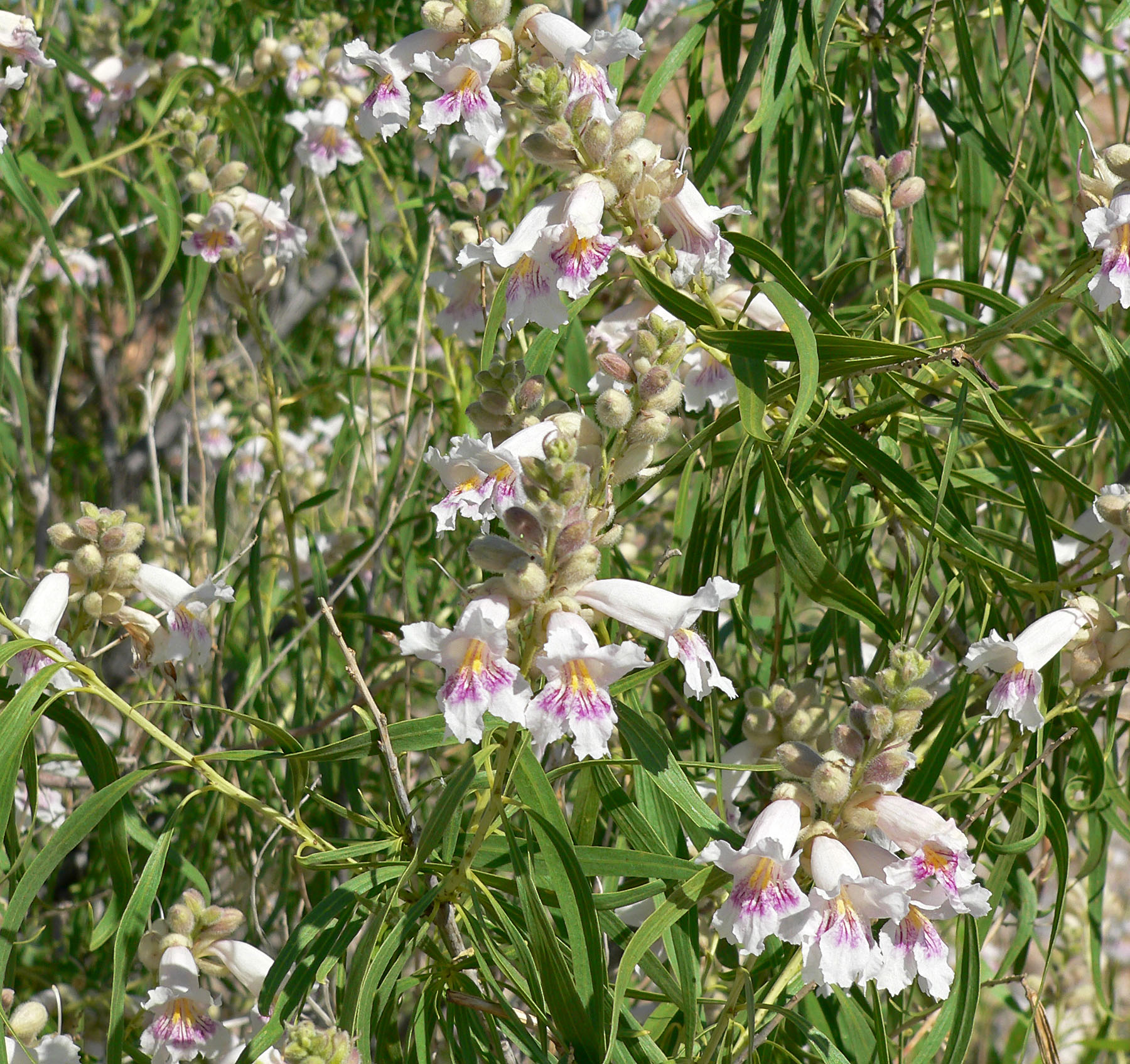
Laubblätter und Blüten

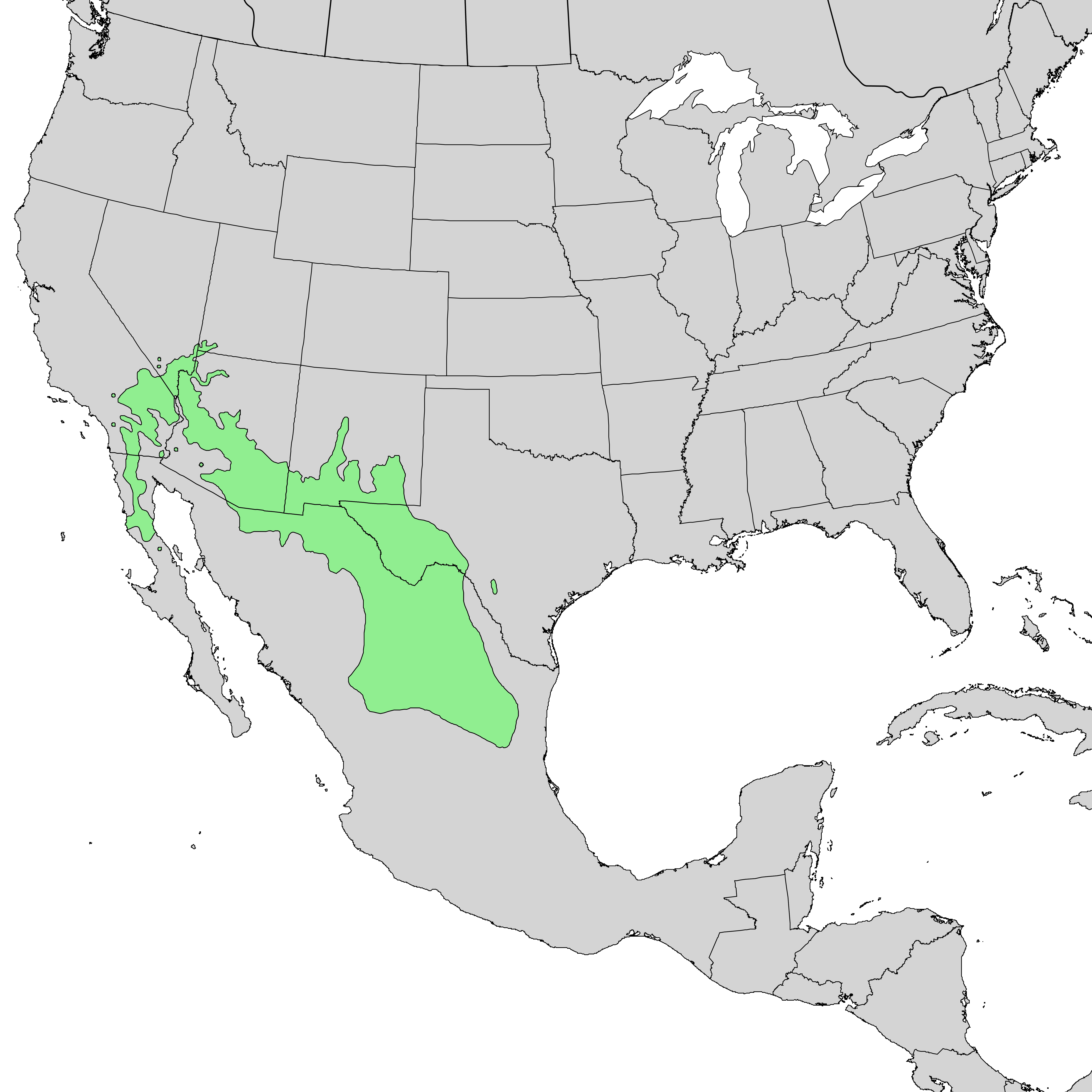
Verbreitungskarte

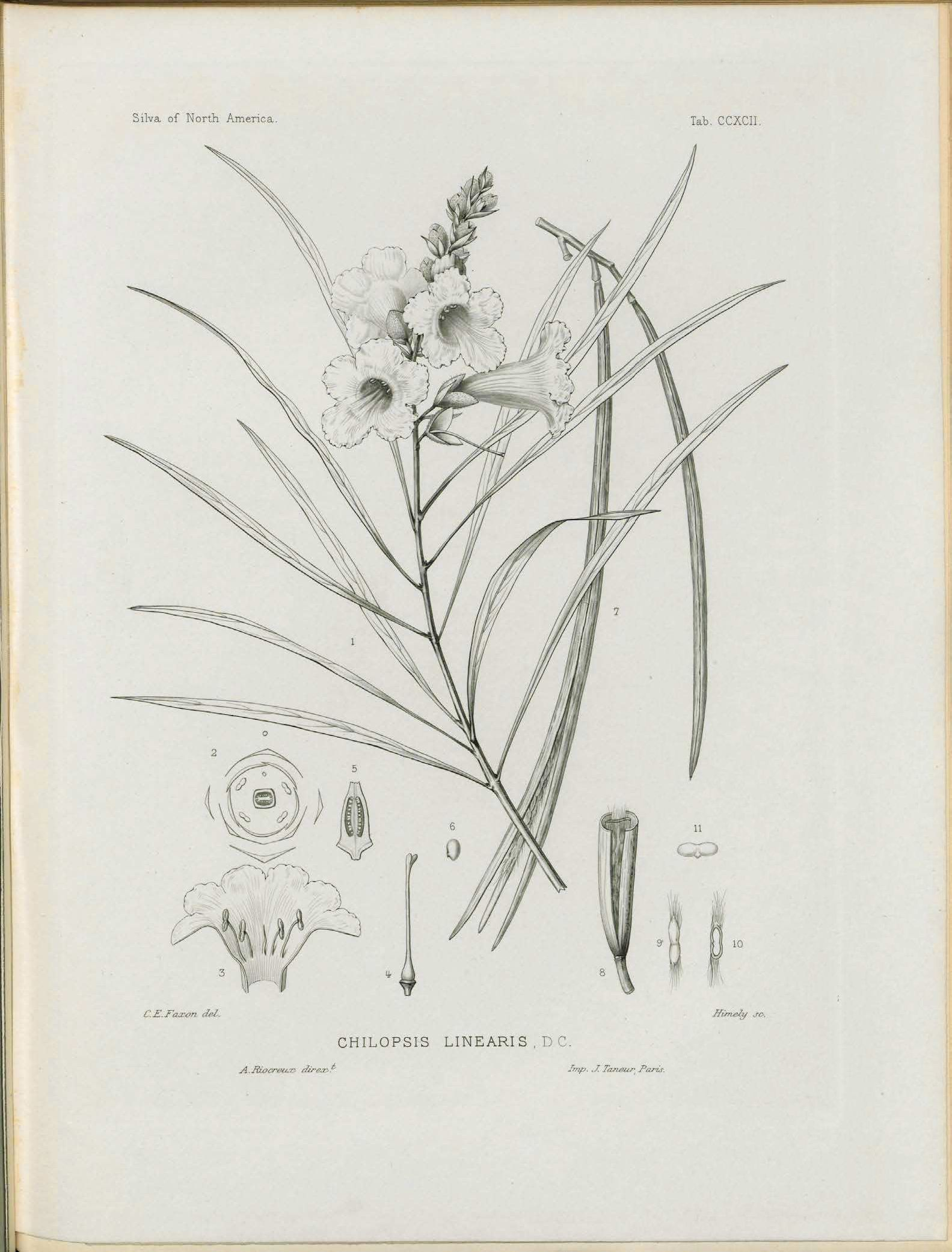
Illustration

### Vegetative Merkmale
Chilopsis linearis ist ein laubabwerfender Strauch oder kleiner Baum und erreicht Wuchshöhen von 2 bis 9, selten bis zu 12 Metern sowie Stammdurchmesser von bis zu 40 Zentimetern. Die jungen Stämme und Zweige stehen aufrecht-aufsteigend. Die gräuliche und korkige Borke ist dünn. Die Rinde junger Zweige ist mehr oder weniger behaart bis kahl und teils drüsig. Es können extraflorale Nektardrüsen an Laubblättern, Zweigen und Knospen vorhanden sein.
Die meist wechselständig bis gelegentlich gegenständig oder in Wirteln angeordneten, aufrechten oder hängenden Laubblätter sind in Blattstiel und -spreite gegliedert. Die jungen Laubblätter sind drüsig. Die relativ kurzen Blattstiele sind teils kurz geflügelt. Die einfachen, manchmal klebrigen, geraden bis gebogenen Blattspreiten sind bei einer Länge von meist 6 bis 27 Zentimetern sowie einer Breite von 3 bis 10 Millimetern schmal-eilanzettlich, ganzrandig mit spitzem bis zugespitztem oberen Ende. Sie sind selten, leicht auf der Mittelader, am Rand und an der verschmälerten bis keilförmigen Basis mit feinen Härchen besetzt bis meist kahl.

### Blütenstände und Blüten
Die endständigen Blütenstände traubigen oder rispigen Blütenstände sind mehr oder weniger behaart. Der Blütenstiel ist kurz.
Die zwittrigen und duftenden Blüten sind zygomorph mit doppelter Blütenhülle. Der feingezähnte, gelblich-weiße, leicht schwammige Kelch ist bis nahe der Basis in zwei Teile gespalten, selten nur 8,5 bis, meist 10 bis 15 Millimeter lang und meist mehr oder weniger, teils drüsig behaart. Die Außenseite und die Kronlappen der weitrachigen Krone sind lavendel-pink bis kräftig magenta oder manchmal weiß gefärbt. Die zweilippige Krone ist röhrig bis glockenförmig und 3 bis 5,5 Zentimeter lang. Die Außenseite der Krone ist kahl, die an der Basis drüsige Innenseite und die unteren Teilen der knittrigen Kronlappen ist schütter mit welligen, mehrzelligen und 1 bis 3 Millimeter langen Trichomen behaart.
Die vier eingeschlossenen Staubblätter stehen in zwei Paaren unterschiedlicher Länge. Die Staubfäden sind an der Basis drüsig behaart. Die Staubbeutel bestehen aus zwei auseinanderstehenden Theken. Die Pollenkörner treten in Tetraden auf. Neben den Staubblättern wird ein kleines, 4 bis 15 Millimeter langes und manchmal mit einem verkümmerten Staubbeutel versehenes Staminodium gebildet. Der oberständige und zweikammerige Fruchtknoten ist konisch-zylindrisch geformt und drüsig. Der Griffel ist eingeschlossen und die Narbe ist zweilappig. Es ist ein kissenförmiger Diskus vorhanden, der 0,3 Millimeter hoch und 1 Millimeter breit ist.

### Früchte und Samen
Die herabhängenden, ledrigen, kahlen und langen, zweiteiligen, vielsamigen Früchte sind linealische, drehrunde, lokulizidale Kapselfrüchte, die 13 bis 32 cm lang und 5 bis 8 mm breit sind und eine flache, 2 bis 4 mm breite Scheidewand enthalten. Die bräunlichen, flachen Samen sind an beiden Ende mit weichen, weißen, meist einzelstehenden, einzelligen Trichomen versehen, die Fransen bilden. Die zweilappigen Samen ohne Fransen sind dünn, 6 bis 12 mm lang und 4 bis 5 mm breit.

## Verbreitung
Chilopsis linearis kommt im nördlichen Mexiko in den Wüsten Chihuahua und Sonora sowie in den südwestlichen Vereinigten Staaten von Kalifornien bis Texas vor.

## Systematik
Die Erstbeschreibung erfolgte 1795 unter dem Namen (Basonym) Bignonia linearis durch Antonio José Cavanilles in Icones et Descriptiones Plantarum, Band 3, Seite 35. Die Neukombination zu Chilopsis linearis (Cav.) Sweet wurde 1826 durch Robert Sweet in Sweet's Hortus Britannicus: or a catalogue of plants cultivated in the gardens of Great Britain, Band 2, Seite 283 veröffentlicht.
Diese Art wurde im vergangenen Jahrhundert gelegentlich anhand der Rundung der Laubblätter und der Behaarung in mehrere Varietäten unterteilt. Die hier wiedergegebene Aufteilung in zwei Unterarten, von denen eine in zwei Varietäten unterteilt ist, folgt der Revision von Henrickson (1985):
- Chilopsis linearis subsp. linearis: Mit fast geraden, oft aufsteigenden Blättern, Pflanzen sind etwas größer, mit dickeren Früchten.
  - Chilopsis linearis subsp. linearis var. linearis: Sie kommt in Texas, in New Mexico und im nordöstlichen Mexiko vor.[5] Mit leicht behaarten bis kahlen, oft klebrigen Zweigen.
  - Chilopsis linearis subsp. linearis var. tomenticaulis Henrickson: Sie kommt in den mexikanischen Bundesstaaten Tamaulipas, Nuevo León und Coahuila vor.[5] Mit dicht behaarten, jungen Zweigen.
- Chilopsis linearis subsp. arcuata (Fosberg) Henrickson: Sie kommt in Arizona, Nevada, Utah, Kalifornien und im mexikanischen Bundesstaat Sonora und in Baja California vor.[5] Mit längeren, gebogenen, oft hängenden Blättern, Pflanzen sind etwas kleiner, mit dünneren Früchten. Die Blattstiele sind meist geflügelt.